# Aeropuerto de Bolzano
El Aeropuerto de Bolzano (del alemán: Flughafen Bozen) (IATA: BZO, OACI: LIPB) es un pequeño aeropuerto regional situado muy próximo al centro de la ciudad de Bolzano en la región de Trentino-Alto Adige al noreste de Italia. Efectúa principalmente vuelos de cabotaje a Roma con diversos vuelos chárter desde destinos de toda Europa durante los meses de invierno. La pista tiene una longitud de 1.275 m/4183 pies.

## Aerolíneas y destinos
| Aerolíneas | Destinos |
| ---------- | --- |
| SkyAlps    | Berlín, Düsseldorf, Hamburgo Estacional: Amberes, Billund, Brač, Bríndisi, Cagliari, Catania, Copenhague, Corfú, Dubrovnik, Ibiza, Kassel, Lamezia Terme, Londres-Gatwick, Olbia, Stuttgart |

## Estadísticas
Ver fuente y consulta Wikidata.